# Ласин
Ласин (пољ. Łasin) град је у Пољској у Војводству кујавско-поморском. По подацима из 2012. године број становника у месту је био 3405.

## Становништво
| 2012. |
| ----- |
| 3.405 |